# As Sete Evas
As Sete Evas é um filme brasileiro de comédia de 1962. O roteiro é de Cajado Filho e direção de Carlos Manga. O filme foi produzido pela Atlântida Cinematográfica. 

## Sinopse
César (Cyll Farney), um jovem diplomata, após uma vida complicada e cheia de romances, resolve casar-se com Lídia (Marly Bueno). Certo de que o fato provocaria a indignação de Dolores, que além de ciumenta é violenta, César dá uma procuração a Mauro, seu irmão gêmeo, para que se case em seu lugar, convencendo-a que ele, César, continua solteiro. Porém as outras 'enganadas' não se conformam com o casamento e resolvem vingar-se. Teresinha (Odete Lara), a mais decidida, aliando-se a Sônia (Sônia Müller) e Hilda (Zélia Hoffman), planeja raptar o noivo na boite da lua de mel e para isso seguem o casal até a casa de campo onde ambos esperavam a chegada do verdadeiro marido. Este chega e é raptado pelas mulheres que o levam para o iate de Teresinha, deixando Mauro e Lídia esperando inutilmente pela chegada de César. No iate tudo se complica com a chegada de Candinho (Paulo Autran) e Augusto (Adriano Reis), respectivamente maridos de Teresinha e Sônia. César é apresentado como noivo de Hilda e que ali estavam para um joguinho amigável. Os maridos de nada desconfiam e ainda convidam o hóspede para uma pescaria em alto mar. Lídia desespera-se com a demora da chegada de César e exige de Mauro que ele encontre o irmão. Através do secretário de César, Mauro descobre que ele está no iate, indo para lá e trocando de lugar com o irmão sem que as mulheres percebam.

## Elenco
| Ator/Atriz        | Papel       |
| ----------------- | ----------- |
| Cyll Farney       | César/Mauro |
| Marly Bueno       | Lídia       |
| Odete Lara        | Teresinha   |
| Sônia Müller      | Sônia       |
| Zélia Hoffman     | Hilda       |
| Márcia de Windsor | Marlene     |
| Paulo Autran      | Candinho    |
| Adriano Reis      | Augusto     |
| Célia Biar        | Mãe         |
| Miriam Roni       | Dolores     |
| Hélio Colona      | Nonô        |
| Delly Azevedo     | Nelly       |

## Prêmios
| Ano  | Prêmio                         | Categoria                    | Resultado |
| ---- | ------------------------------ | ---------------------------- | --------- |
| 1964 | Festival de Cinema de Curitiba | Melhor Atriz para Odete Lara | Venceu    |